# 에어버스 A330neo
에어버스 A330neo(영어: Airbus A330neo)는 A330의 개량형이다. 동체를 연장하고 롤스로이스의 트렌트 7000 엔진과 새로운 날개를 장착해 개발한 모델로 에어버스 A330 모델 중 가장 크며 기존 항공기에 대비, 14%의 연료 절감 효과를 보인다. 2014년 7월 14일, 판버러 에어쇼에 처음 소개됐으며, B787과 경쟁할 것으로 보인다.

## 개요
2004년, 미국 보잉의 B787이 발주된 후, 에어버스는 이에 대응하기 위해 개선된 A330을 개발하기로 계획한다. 그러나 개발 중이던 에어버스 A350 XWB가 부정적 평가를 받음에 따라 기존 A330을 바탕으로 성공적 평가를 받은 에어버스 A320neo의 성능을 결합하기로 한다. 2016년까지 상용화를 목표로 개발 중에 있으며 기존의 에어버스 A330-200, 에어버스 A330-300 후속 기종에 해당된다. 2014년부터 주문이 들어가기 시작해 현재까지 161대를 수주했다.
2019년에 델타 항공 및 TAP 포르투갈 항공을 시작으로 A330neo의 출하가 이루어지고 있다. 두 항공사 모두 900형을 인도받았으며, 대부분의 주문은 900형이다.
엔진은 기존 A330과 달리, 롤스로이스의 트렌트 7000 엔진만 이용한다.
대한민국에는 델타 항공이 2019년 9월 17일부터 인천 - 시애틀 노선에 A330-900neo를 투입하면서 처음으로 소개됐다.
대한민국 국적사중 티웨이항공이 5대를 주문했다.

## 주문
| 고객                   | A330-800neo | A330-900neo | 대수 |
| ---------------------- | ----------- | ----------- | ---- |
| CIT 그룹               | 0           | 15          | 15   |
| TAP 포르투갈 항공      | 0           | 14          | 14   |
| 가루다 인도네시아 항공 | 0           | 14          | 14   |
| 델타 항공              | 0           | 25          | 25   |
| 아키아 이스라엘 항공   | 0           | 2           | 2    |
| 아볼론                 | 0           | 15          | 15   |
| 에어 리스 컴퍼레이션   | 0           | 25          | 25   |
| 에어아시아 X           | 0           | 100         | 100  |
| 에어 그린란드          | 1           | 0           | 1    |
| 세부퍼시픽             | 0           | 16          | 16   |
| 티웨이항공             | 0           | 5           | 5    |
| 합계                   | 1           | 197         | 198  |

## 제원
|                       | A330-800neo                                                                                     | A330-900neo                                                                                     |
| --------------------- | ----------------------------------------------------------------------------------------------- | ----------------------------------------------------------------------------------------------- |
| 조종사                | 2                                                                                               | 2                                                                                               |
| 좌석 배치             | 252 (3-클래스)                                                                                  | 310 (3-클래스)                                                                                  |
| 길이                  | 58.82 m (193 ft 0 in)                                                                           | 63.69 m (208 ft 11 in)                                                                          |
| 날개 길이             | 64 m (210 ft 0 in)                                                                              | 64 m (210 ft 0 in)                                                                              |
| 좌석                  | 18 in (45.7 cm) 티피컬 이코노미 (8개 좌석) or 16.5 in (41.9 cm) 하이 덴시리 이코노미 (9개 좌석) | 18 in (45.7 cm) 티피컬 이코노미 (8개 좌석) or 16.5 in (41.9 cm) 하이 덴시리 이코노미 (9개 좌석) |
| 최대 이륙 무게 (MTOW) | 242톤                                                                                           | 242톤                                                                                           |
| 최대 착륙 중량        | 186톤                                                                                           | 191톤                                                                                           |
| 최대 연료 적재        | 139,090                                                                                         | 139,090                                                                                         |
| 최대 항속 거리        | 7,450 nmi (13,800 km)                                                                           | 6,200 nmi (11,500 km)                                                                           |
| 엔진 (×2)             | 롤스로이스 트렌트 7000                                                                          | 롤스로이스 트렌트 7000                                                                          |
| 추력 (×2)             | 68,000 lbf (300,000 N) to 72,000 lbf (320,000 N)                                                | 68,000 lbf (300,000 N) to 72,000 lbf (320,000 N)                                                |

## 같이 보기
- 보잉 787 드림라이너
- 에어버스 A350 XWB
- 롤스로이스 홀딩스